# 東京相互無線
東京相互無線（とうきょうそうごむせん） グループとは、かつて東京23区・武蔵野市・三鷹市を営業区域としていたタクシー会社無線共同体である。「東京相互無線」は通称で、正式名称は江東乗用自動車協同組合（こうとうじょうようじどうしゃきょうどうくみあい）である。

## 概要
本拠地は江東区扇橋。1952年（昭和27年）に設立。
統一車色が存在せず、屋上表示灯と前ドアへのトレードマーク・無線番号の表示以外の基本車色は各事業者によってまちまちであった。また、他グループに加盟し、その車色（主にチェッカーキャブ）を使用する事も可能であった。
城東地区に特化した地元密着営業を特徴とし、近在の相撲部屋・個人宅への配車には無類の強さを持つ協同組合でもあった。
2005年（平成17年）7月、一部事業者が加盟していたチェッカーキャブ無線に扇橋交通（日本交通と提携することを選択）を除く全社が加盟し、2006年（平成18年）9月にはデジタル化により無線ネットワークがチェッカーキャブ無線に統合され無線が消滅した。ただし、チェッカーキャブ無線に加盟した各社も2022年度（令和4年度）までに1社を除き大手他社に提携するなどして脱退したほか、残る1社もチェッカーキャブ無線の東京無線への営業統合に伴い無線が東京無線に統合され、本組合の無線を統合したチェッカーキャブの無線も消滅した。
なお本組合自体は法人格としては2023年（令和5年）現在も現存しているが、2017年（平成29年）5月に江東区東陽に移転している。

## 消滅当時の加盟会社および営業所

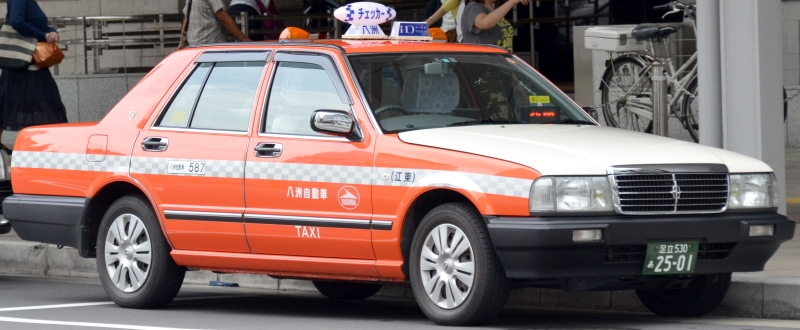
八洲自動車のタクシー
（チェッカーキャブ時代）

※特記のない事業者については自社独自車色
| 社名・営業所   | 社名・営業所   | 所在地       | 備考                                      |
| -------------- | -------------- | ------------ | ----------------------------------------- |
| 栄泉交通       | 栄泉交通       | 江東区東陽   | [ 注 3 ]                                  |
| 関東自動車交通 | 関東自動車交通 | 江戸川区松江 | [ 注 4 ]                                  |
| 互助交通       | 本社営業所     | 墨田区江東橋 | [ 注 5 ]                                  |
| 互助交通       | 南砂営業所     | 江東区南砂   | [ 注 5 ]                                  |
| 三陽自動車     | 三陽自動車     | 江東区冬木   | [ 注 6 ]                                  |
| 洲崎交通       | 洲崎交通       | 江東区東陽   | [ 注 3 ]                                  |
| ヒノデ         | 江戸川営業所   | 江戸川区中央 | チェッカーキャブ車色                      |
| 毎日タクシー   | 深川営業所     | 江東区冬木   | 毎日タクシーグループ チェッカーキャブ車色 |
| 毎日タクシー   | 船堀営業所     | 江戸川区船堀 | 毎日タクシーグループ チェッカーキャブ車色 |
| 美松交通       | 美松交通       | 江東区毛利   | 富士グループ                              |
| 八洲自動車     | 八洲自動車     | 江東区清澄   | [ 注 3 ]                                  |
| 山三交通       | 山三交通       | 江東区南砂   |                                           |
| リボンタクシー | リボンタクシー | 江東区千石   | 毎日タクシーグループ チェッカーキャブ車色 |

## 過去の加盟会社
- アポロ交通（→京王アルファ交通→飛鳥交通第六江東営業所→小松川営業所）
- 昭和交通（→飛鳥自動車砂町営業所、2010年（平成22年）8月廃止）
- チャンピオン交通（加盟当時はチェッカーキャブ車色。1993年（平成5年）、国産自動車交通に吸収され同社墨田営業所となる。この時点で東京無線に移籍。その後本社営業所に統合）

以上3社は合併により東京無線へ移籍。
このうち飛鳥交通第六や飛鳥自動車を含む飛鳥交通グループの都区内武三地区の営業所は後に東京無線を脱退の上日本交通と提携。
なお、アポロ交通の買収当時は旧社名「京王交通」時代であった。昭和交通の買収時は改名後。
法人としての飛鳥自動車は飛鳥交通が中央無線（現・信和事業）所属だった日停モータースを買収した時の営業所（小茂根営業所→赤羽営業所）とともに現存している。
- 扇橋交通

前述どおり、日本交通と提携。
- 江戸川自動車交通（→東京第一ハイヤー・現：第一交通（東京）千住営業所）

第一交通産業グループに吸収、現在は自社無線。
- 安全興業深川営業所（→ANZEN新宿江東営業所、2012年（平成24年）7月廃止）

自社無線導入時に脱退。なお旧社名「安全興業」時代に無線を装備していたのは、この営業所の車両のみであった。
なお、事業者であるANZEN新宿そのものは旧ANZEN板橋（→国際自動車（板橋）→国際自動車（城北）→国際自動車（T2））に統合され現存しない。